# Fannia atra
Fannia atra är en tvåvingeart som först beskrevs av Stein 1895.  Fannia atra ingår i släktet Fannia och familjen takdansflugor. Arten är reproducerande i Sverige. Inga underarter finns listade i Catalogue of Life.